# 準拠法
準拠法（じゅんきょほう）とは、国際私法によってある単位法律関係（国際私法の観点から一つの単位として取り扱われる私法関係）に対して適用すべきものとして指定された一定の法域における法（私法体系）のことをいう。なお、どの法域にも属しない条約法の準拠法適格については議論がある。
例えば、日本国民がフランス本土滞在中にアメリカ合衆国ニューヨーク州市民から暴行を受け、その事実を原因とする損害賠償請求訴訟を日本の裁判所に提起した場合を例にすると、裁判所は、不法行為に基づく債権の成立および効力について、法廷地である日本の国際私法の法源の1つである法の適用に関する通則法17条に基づき、「加害行為の結果が発生した地の法」として指定されるフランス法上の不法行為法を適用して裁判をする必要がある。この例でいう、不法行為に基づく債権の成立および効力という単位法律関係についての準拠法はフランス法である。

## 準拠法指定に関する考え方
準拠法の指定について現在一般的に採用されている考え方は、フリードリヒ・カール・フォン・サヴィニーが1849年に出版した『現代ローマ法体系』第8巻で提唱した法律関係本拠地説を基本とするものである。
サヴィニー以前には、法の内容を人法、物法（後の学説の発展により混合法が加わる）に分け、人法は属人的な効力を有し、物法と混合法は属地的な効力を有すると説明する法規分類説に基づく考え方が国際私法学の主流であった。つまり、法の効力が及ぶ範囲を問題として準拠法選択に関する理論が組み立てられていた。
これに対し、サヴィニーは、法の効力が及ぶ範囲を検討するという視点ではなく、問題となる私法的法律関係の本拠 (Sitz) はどこかという視点から準拠法選択に関する理論を組み立てた。つまり、各種の法律関係と最も密接な関係のある地が当該法律関係に固有の本拠であり、準拠法の選択に際しては、問題となる法律関係の本拠がどこであるかを探求し、その地域の法を適用すべきと主張した。例えば、家族の身分関係（夫婦関係、親子関係など）の本拠は当事者の住所地にあるから、当事者の住所地の法 (lex domicilii) を適用すべきであり、物権関係の本拠は目的物の所在地にあるから、目的物の所在地の法 (lex situs) を適用すべきとした。
このように、問題となる法律関係の最密接地の法を適用することにより、どこで裁判が係属したとしても同じ結果が期待できるというのが、サヴィニーの考え方であった。このような準拠法指定の考え方は、法典編纂中のヨーロッパの国際私法に取り入れられ、日本においても、法例及びそれを引き継いだ法の適用に関する通則法は原則としてサヴィニーの考え方に近い形で作られている。もっとも、条約により統一されている法領域もあるものの、現実の国際私法の主要な法源は国内法であり、どこを最密接地とすべきか考え方が分かれる場合もある。また、特に公法上の問題がからむ場合を中心として、政策的な理由により最密接地の法ではなく法廷地法をも考慮して準拠法を決める場合もある。そのため、実際には国際私法の内容が国・地域により異なっており、サヴィニーの期待通りには処理できないことは否定できない。
また、問題となる法律関係の本拠を探求するという建前からすれば準拠法として指定されるのは一つしかないはずであるが、各種の理由により、複数の法域の法が重畳的に適用される場合もある。例えば、国籍を異にする者が養子縁組をする場合、日本の国際私法では、成立要件は縁組当時の養親の本国法（国籍を有する国の法）を準拠法とするのを原則とするが、縁組当時の養子の本国法が、養子若しくは第三者の承諾若しくは同意又は公の機関の許可等の処分を要件としているときは、養子の本国法が規定する要件も満たす必要がある（通則法第31条1項）。これは、養子が養親の家族の構成員になることや、縁組後の生活は養親の本国で営まれるのが通常であることなどから、養子縁組の法律関係に関する本拠は養親の本国というべきであるが、養子となるべき者の保護の観点から、養子の本国法が養子縁組の要件に上記のような要件を課している場合は、それを生かすべきであるとの政策判断に基づく。

## 準拠法指定の方法
上記のとおり、準拠法指定に関する立法上・解釈上の指針は、問題となる私法的法律関係に関する最密接地の法を選ぶ点にあり、そのためには、そのような地を指定することが可能となる要素を媒介とする必要がある。このような、準拠法の指定に際して当該法律関係を特定の地の法に結びつけるための媒介として利用される要素のことを連結点（又は連結素）という。例えば、冒頭の例では「不法行為に基づく債権の成立および効力」という単位法律関係に関する連結点は「加害行為の結果が発生した地」である。
最密接地の法を選択するという連結点の機能上、一つの法律関係については一つの連結点により準拠法が指定されるのが原則である。しかし、連結点として考えられる要素が複数考えられる場合、連結点として取り出した要素が問題となる具体的な法律関係には存在しない場合（例えば、婚姻関係につき夫婦共通の国籍を連結点にすべきとの立法の下で、問題となる夫婦が国籍を異にする場合）、準拠法として指定された法律が法廷地の公序に反する場合などもあるため、立法において具体的に連結点を決めるためには、これらの点についても考慮する必要が生じる。
このような観点から、一つの単位法律関係には、一つの連結点により、一つの準拠法が指定されるのを原則としつつも、以下のような特別な連結方法を採用する場合もある。
段階的連結
一つの法律関係につき複数の連結点を用意した上で、優先順序を付けるもの。例えば、日本では婚姻の効力につき、夫婦共通の国籍→夫婦共通の常居所地→夫婦に最も密接な関係のある地の順序により連結点を特定し、準拠法を指定する（通則法第25条）。
累積的連結
一つの法律関係につき複数の連結点を用意した上で、それぞれの連結点が指定する準拠法が共通して認めるルールを適用するもの。例えば、日本では不法行為による損害賠償につき、加害行為の結果が発生した地が連結点になるが（通則法第17条前段）、法廷地（日本）をも連結点にし、法廷地法（日本法）によっても不法でなければ、損害賠償請求は認められない（通則法第22条1項）。
選択的連結（択一的連結）
一つの法律関係につき複数の連結点を用意した上で、それぞれの連結点が指定する準拠法のいずれかにより要件が満たされればよいとするもの。例えば、日本では遺言の「方式」に関する要件につき、遺言の行為地、遺言成立又は死亡時の国籍、遺言成立又は死亡時の住所地、遺言成立又は死亡時の常居所地、不動産に関する遺言の場合は不動産の所在地のいずれも連結点になり、どれか一つの連結点により指定された準拠法により方式が有効であれば、他の連結点により指定された準拠法では方式が無効であったとしても、方式につき有効なものとされる（遺言の方式の準拠法に関する法律第2条）。
配分的連結
一つの法律関係につき、各当事者の要件につき別に定められた連結点によりそれぞれの準拠法を指定し、それを配分的に適用するもの。例えば、日本では婚姻の成立要件につき、夫となるべき者についての要件は夫となるべき者の国籍、妻となるべき者についての要件は妻となるべき者の国籍が、それぞれ連結点となる（通則法第24条1項）。

## 準拠法の特定
上記の連結点が確定されれば、通常の場合その時点で準拠法は特定され、後は国際私法の問題ではなくなり、準拠法としての実質法（民法、商法など）を適用すれば足りるはずである。しかし、各種の理由により連結点の確定だけでは、直ちに準拠法が特定されない場合もある。

### 地域的不統一国法の場合
連結点により指定された地に複数の法域がある場合は、連結点の確定だけで準拠法を特定することはできない。
例えば、日本の国際私法では、相続に関する法律関係は被相続人の国籍が連結点となり、被相続人が死亡時に国籍を有していた国の相続法が準拠法になる（通則法第36条）。しかし、被相続人が米国籍を有していた場合、アメリカ合衆国は州により相続法の内容が異なるため、国籍を連結点としただけではどの州の相続法を準拠法にすべきか判断できないことになる（この問題に対しては、通則法第38条3項の規定により一応解決されることにはなっている）。

### 反致の場合
準拠法指定に際しては法廷地の国際私法が適用されるのが本来の姿であるが、法廷地外の国際私法も考慮に入れて準拠法を指定すべきかが問題となる。これを肯定する場合は、連結点の確定だけでは準拠法が特定できないことになり、反致の可否を検討して準拠法を指定しなければならない。